# Rongèiras
Rongères és un municipi francès, situat al departament de l'Alier i a la regió d'Alvèrnia-Roine-Alps. L'any 2007 tenia 535 habitants.

## Demografia

### Població
El 2007 la població de fet de Rongères era de 535 persones. Hi havia 222 famílies de les quals 52 eren unipersonals (20 homes vivint sols i 32 dones vivint soles), 71 parelles sense fills, 83 parelles amb fills i 16 famílies monoparentals amb fills.
La població ha evolucionat segons el següent gràfic:
Habitants censats

### Habitatges
El 2007 hi havia 237 habitatges, 223 eren l'habitatge principal de la família, 5 eren segones residències i 9 estaven desocupats. Tots els 237 habitatges eren cases. Dels 223 habitatges principals, 193 estaven ocupats pels seus propietaris, 24 estaven llogats i ocupats pels llogaters i 6 estaven cedits a títol gratuït; 8 tenien dues cambres, 25 en tenien tres, 73 en tenien quatre i 117 en tenien cinc o més. 208 habitatges disposaven pel capbaix d'una plaça de pàrquing. A 89 habitatges hi havia un automòbil i a 112 n'hi havia dos o més.

### Piràmide de població
La piràmide de població per edats i sexe el 2009 era:
| Homes | Edats   | Dones |
| ----- | ------- | ----- |
| 0     | 95 o +  | 0     |
| 2     | 90 a 94 | 0     |
| 5     | 85 a 89 | 6     |
| 1     | 80 a 84 | 2     |
| 7     | 75 a 79 | 13    |
| 7     | 70 a 74 | 11    |
| 19    | 65 a 69 | 14    |
| 20    | 60 a 64 | 14    |
| 15    | 55 a 59 | 13    |
| 24    | 50 a 54 | 22    |
| 28    | 45 a 49 | 26    |
| 22    | 40 a 44 | 24    |
| 21    | 35 a 39 | 18    |
| 17    | 30 a 34 | 19    |
| 17    | 25 a 29 | 10    |
| 14    | 20 a 24 | 15    |
| 21    | 15 a 19 | 18    |
| 20    | 10 a 14 | 24    |
| 24    | 5 a 9   | 11    |
| 12    | 0 a 4   | 10    |

## Economia
El 2007 la població en edat de treballar era de 359 persones, 258 eren actives i 101 eren inactives. De les 258 persones actives 246 estaven ocupades (135 homes i 111 dones) i 12 estaven aturades (6 homes i 6 dones). De les 101 persones inactives 34 estaven jubilades, 31 estaven estudiant i 36 estaven classificades com a «altres inactius».

### Ingressos
El 2009 a Rongères hi havia 245 unitats fiscals que integraven 598 persones, la mediana anual d'ingressos fiscals per persona era de 17.919 €.

### Activitats econòmiques
Dels 18 establiments que hi havia el 2007, 2 eren d'empreses de fabricació de material elèctric, 3 d'empreses de fabricació d'altres productes industrials, 7 d'empreses de construcció, 1 d'una empresa de transport, 1 d'una empresa d'hostatgeria i restauració, 1 d'una empresa d'informació i comunicació, 1 d'una empresa de serveis i 2 d'empreses classificades com a «altres activitats de serveis».
Dels 6 establiments de servei als particulars que hi havia el 2009, 2 eren paletes, 1 guixaire pintor, 1 fusteria, 1 lampisteria i 1 electricista.
L'any 2000 a Rongères hi havia 12 explotacions agrícoles que ocupaven un total de 1.116 hectàrees.

## Equipaments sanitaris i escolars
El 2009 hi havia una escola elemental.

## Poblacions més properes
El següent diagrama mostra les poblacions més properes.